# Classica di Amburgo 1999
La Classica di Amburgo 1999 (ufficialmente HEW Cyclassics per motivi di sponsorizzazione), quarta edizione della corsa, si svolse il 15 agosto 1999 su un percorso di 253 km. Fu vinta dall'italiano Mirko Celestino, che terminò la gara in 6h 20' 39" imponedosi in solitaria, seguito dal tedesco Raphael Schweda e dal lettone Romāns Vainšteins, piazzatosi terzo.
Alla partenza erano presenti 191 ciclisti, dei quali 118 completarono la gara.

## Percorso
La HEW Cyclassics si corse su un circuito di 253 km attraverso la città di Amburgo e la campagna circostante. Il percorso era prevalentemente pianeggiante e adatto ai velocisti.

## Squadre e corridori partecipanti
| N.      | Cod. | Squadra                               |
| ------- | ---- | ------------------------------------- |
| 1-8     | RAB  | Rabobank                              |
| 11-18   | TEL  | Team Deutsche Telekom-ARD             |
| 21-28   | TVM  | TVM-Farm Frites                       |
| 31-38   | CSO  | Casino-C'est votre Equipe             |
| 41-48   | COF  | Cofidis                               |
| 51-58   | C.A  | Crédit Agricole                       |
| 61-68   | FDJ  | Française des Jeux                    |
| 71-78   | FES  | Festina-Lotus                         |
| 81-88   | LOT  | Lotto-Mobistar                        |
| 91-98   | CTA  | Cantina Tollo-Alexia Alluminio Italia |
| 101-108 | LAM  | Lampre-Daikin                         |
| 111-118 | MAP  | Mapei-Quick Step                      |

| N.      | Cod. | Squadra                          |
| ------- | ---- | -------------------------------- |
| 121-128 | PLT  | Team Polti                       |
| 131-138 | RIS  | Riso Scotti-Vinavil              |
| 141-148 | SAE  | Saeco-Cannondale                 |
| 151-158 | VIN  | Vini Caldirola-Sidermec          |
| 161-168 | USP  | US Postal Service                |
| 171-178 | VIT  | Vitalicio Seguros-Grupo Generali |
| 181-188 | HJJ  | Team Home-Jack & Jones           |
| 191-198 | TCW  | Team Chicky World                |
| 201-208 | GST  | Team Gerolsteiner                |
| 211-218 | CON  | Continentale-Olympia             |
| 221-228 | NUR  | Team Nürnberger                  |
| 231-238 | TCL  | Team Cologne                     |

## Ordine d'arrivo (Top 10)
| Pos. | Corridore         | Squadra       | Tempo    |
| ---- | ----------------- | ------------- | -------- |
| 1    | Mirko Celestino   | Team Polti    | 6h20'39" |
| 2    | Raphael Schweda   | Nürnberger    | a 3"     |
| 3    | Romāns Vainšteins | F. des Jeux   | s.t.     |
| 4    | Johan Museeuw     | Mapei         | s.t.     |
| 5    | George Hincapie   | US Postal     | s.t.     |
| 6    | Ivan Basso        | Riso Scotti   | s.t.     |
| 7    | Erik Dekker       | Rabobank      | s.t.     |
| 8    | Franco Ballerini  | Lampre        | s.t.     |
| 9    | Erik Zabel        | Deutsche Tel. | a 12"    |
| 10   | Jürgen Werner     | Nürnberger    | s.t.     |